# Zvonek hadincovitý
Zvonek hadincovitý (Campanula cervicaria) patří k nejvzácnějším původním rostlinám, rostoucím v České republice. Je jedním z více než 20 druhů rodu zvonků, které se v české přírodě vyskytují.

## Rozšíření
Roste v poměrně širokém areálu od Francie po východní Sibiř, na severu zasahuje až do Skandinávii a na jihu po sever Itálie a Balkánu, většinou se vyskytuje jen řídce. V Česku je známo ani ne 10 lokalit, na kterých vyrůstá. Jsou to např. přírodní památka Povydří a přírodní rezervace Údolí Teplé nebo oblast Bílých Karpat.
Tato světlomilná rostlina roste od nížin až do podhůří, nejčastěji ve světlých teplomilných doubravách a okolo nich, v křovinách, na výslunných stráních, v pasených trávnících nebo na jen málo vlhkých loukách. Přestože je poměrně robustní rostlinou její semena úspěšně klíčí jen v málo zapojené vegetaci.

## Popis
Dvouleté byliny s přímými, výrazně pichlavými lodyhami vysokými 40 až 60 cm. Nevětvené, ostře žlábkovitě hranaté a štětinatě chlupaté lodyhy vyrůstající ze ztlustlého řepovitého kořene bývají někdy nafialovělé. Rostlina má chudou přízemní růžici tvořenou několika listy podobným listům ve spodní části lodyhy. Mají čepele téměř 10 cm dlouhé, podlouhle kopinaté, do krátkého řapíku zúžené a po obvodu nestejnoměrně zubaté. V horní části lodyhy rostou listy vejčitě kopinaté a přisedlé až poloobjímavé a o hodně kratší. Všechny listy jsou světle zelené, mírně zvlněné, na koncích zašpičatělé a stejně jako lodyhy po obou stranách pichlavě štětinatě chlupaté; spodní listy v době kvetení již zasychají.
Poměrně drobné, pětičetné, oboupohlavné, modré až modrofialové květy jsou soustředěny do nejdříve vykvétajícího strboulu na vrcholu lodyhy a do později kvetoucích chudých květenství v úžlabí horních lodyžních listů považovaných někdy za listeny. Srostlé lístky kalichu jsou na koncích tupé a jsou jen poloviční lístků koruny dlouhých 12 až 20 mm. Koruna je nálevkovitě zvonkovitá a modře až modrofialově zbarvená. Štětinovými chlupy jsou na vnější straně porostlé plátky kališní i střední žilky plátků korunních. V květu je pět tyčinek, gyneceum je tvořeno třemi plodolisty, čnělka s bliznou ční z koruny. Květy rozkvétají v červnu a červenci. Proti samoopylení jsou chráněny protandrií. Opylovány jsou entomogamicky, po náhodné autogamií se vytvoří jen málo semen. Květy se za deště neohýbají a chrání si svůj pyl před vlhkem tak, že se korunní lístky ohrnují dovnitř a vytvářejí nad tyčinkami stříšku.
Plodem je kuželovitá, žilkovaná, chlupatá tobolka otvírající se postranními děrami ve dnu. Obsahuje drobná, asi 1 mm velká semena, hmotnost tisíce semen je 77 mg. Druh se rozmnožuje výhradně semeny.

## Možnost záměny
Zvonek hadincovitý je podobný zvonku klubkatému, se kterým někdy vyrůstá na stejných stanovištích. Odlišuje se od něj hlavně svými štětinatými chlupy, spodními listy zúženými do krátkého řapíku a čnělkou delší než koruna.

## Ohrožení
Druh, který se v minulých létech roztroušeně vyskytoval na většině území České republiky je v současnosti na pokraji vyhynutí. Vlivem změn v tradičním obhospodařování krajiny došlo k úbytku lokalit vhodných pro jeho úspěšný růst. Hlavní nepříznivou úlohu sehrálo velkoplošné používání umělých hnojiv, likvidace "zbytečných" mezí a remízků i omezení pastvy dobytka. Stejně je pro něj nepříznivé zakládání stejnověkých jehličnatých kultur bez bylinných podrostů i současný vysoký stav přemnožené spárkaté zvěře, kterou je spásán.
V "Seznamu zvláště chráněných druhů rostlin" stanoveném vyhláškou Ministerstva životního prostředí ČR č. 395/1992 Sb. ve znění vyhl. č. 175/2006 Sb. je zvonek hadincovitý prohlášen za druh silně ohrožený  (§2) a v "Červeném seznamu cévnatých rostlin České republiky" z roku 2012 je považován dokonce za druh kriticky ohrožený (C1t).

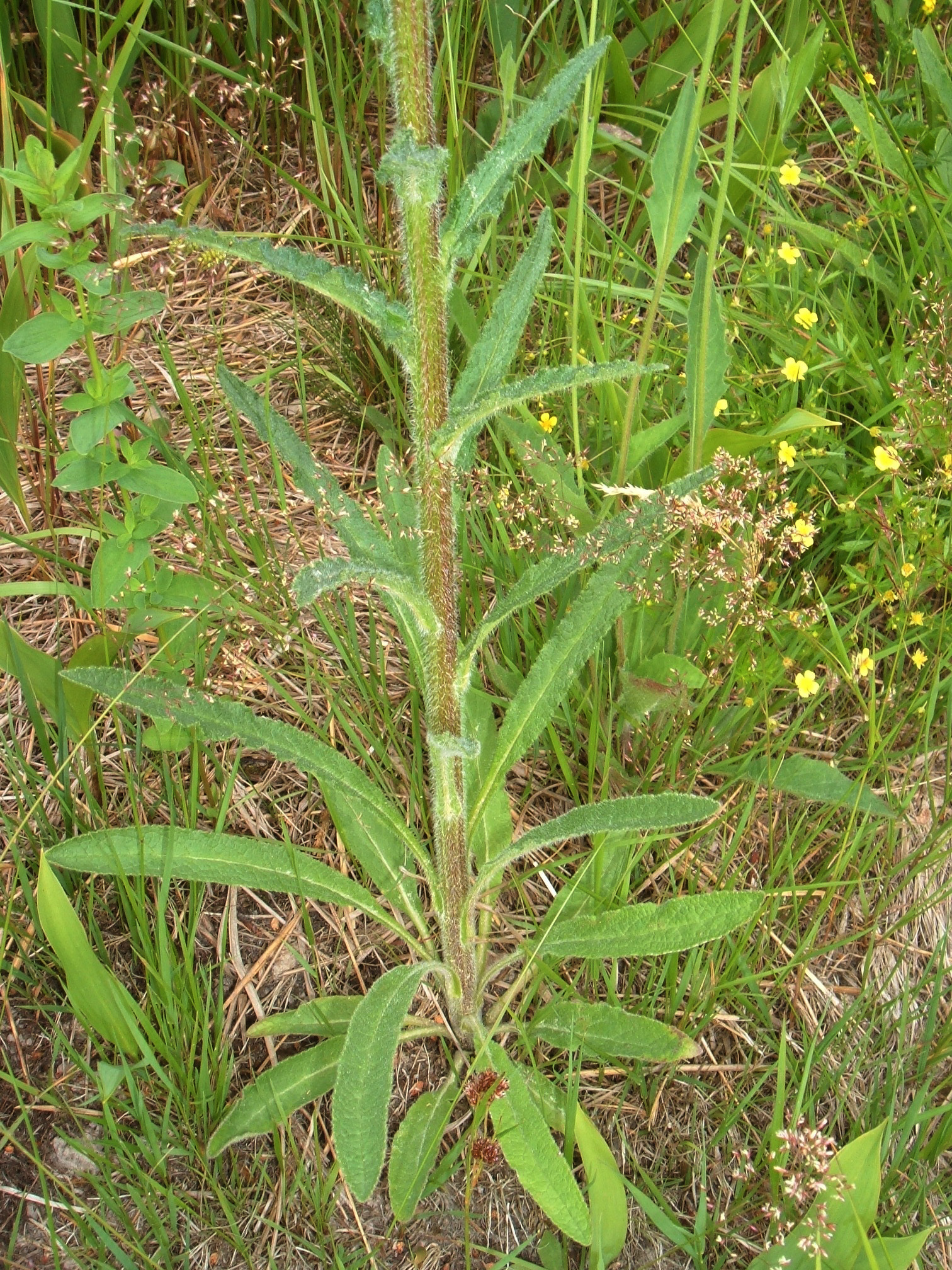
Lodyha
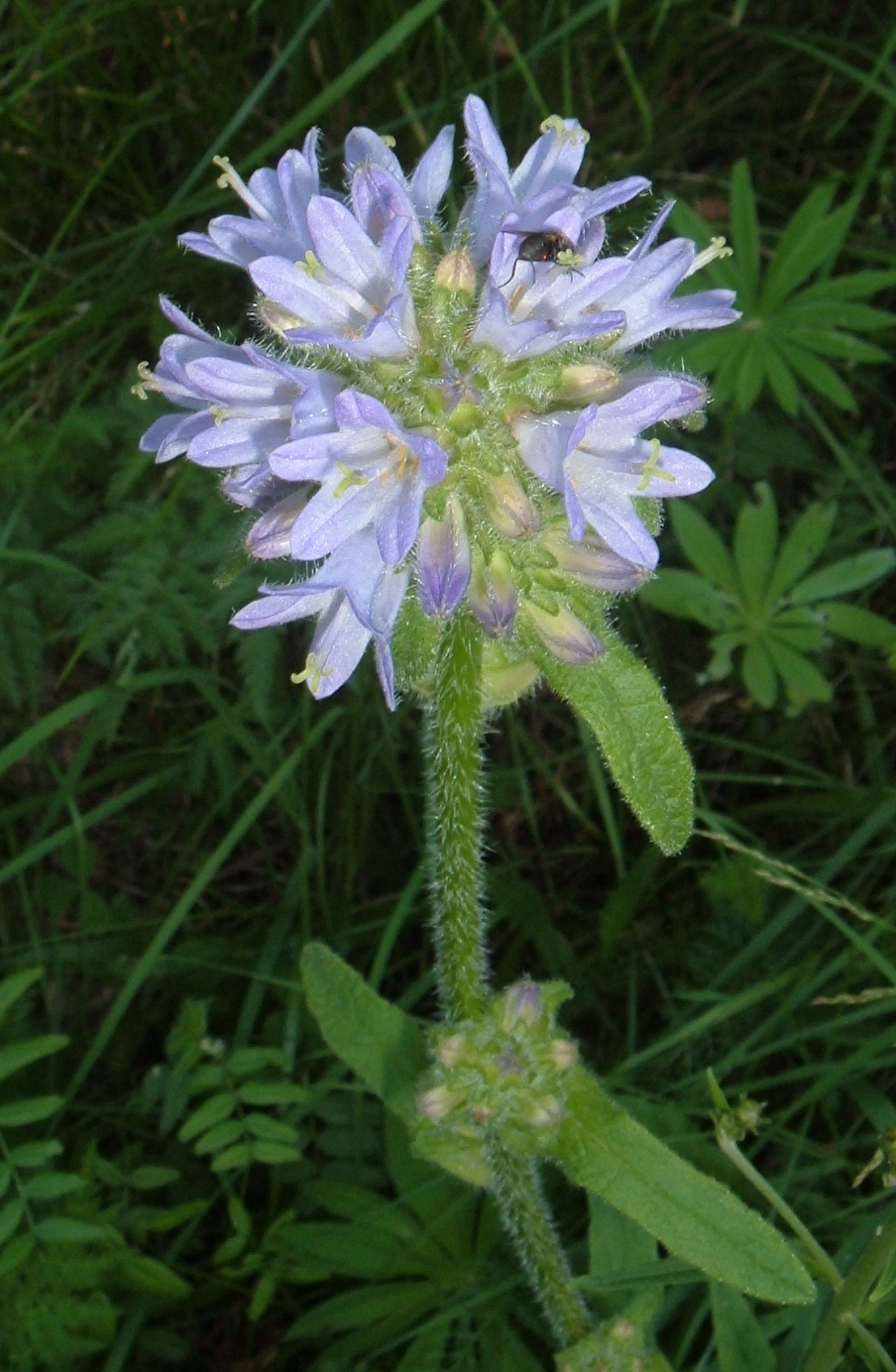
Hlavní květenství